# Cop Out
Cop Out (Vaya par de polis en España, o Dos inútiles en patrulla, en Hispanoamérica) es una comedia de 2010 escrita por los hermanos Mark y Robben Cullen y dirigida por Kevin Smith. Protagonizada por Bruce Willis, Tracy Morgan y Seann William Scott, es la primera película dirigida por Kevin Smith con vistas a ser distribuida por un gran estudio.

## Argumento
James "Jimmy" Monroe (Bruce Willis) y Paul Hodges (Tracy Morgan), dos policías que trabajan para la policía de Nueva York, están celebrando su noveno año como socios. Después de estropear una emboscada a jefes de la droga, los dejan suspendidos sin sueldo. La hija de Jimmy, Ava (Michelle Trachtenberg), se va a casar, y el precio de la boda está cerca de cincuenta mil dólares. Aunque Roy (el esposo de la exmujer de Jimmy) ofrece pagar los gastos de la boda, Jimmy está decidido a encontrar una manera de hacerse con el dinero para que Roy no lo humille. Mientras tanto, Paul está preocupado de que su esposa le sea infiel, por lo que esconde una cámara de vídeo en un oso de peluche. Mientras Jimmy está vendiendo la tarjeta de béisbol 1952 de Andy Pafko para pagar la boda, Jimmy es robado por Dave (Sean William Scott), quien le roba la tarjeta y el arma favorita de Paul. Interrogando a un ladrón, se enteran de que Dave va a robar a una casa esa noche, por lo que lo buscan en las inmediaciones de la casa para recuperar la tarjeta y la pistola. Jimmy detiene a Dave y descubre que ha vendido la tarjeta y la pistola por drogas, y luego lo interrogan para saber quién tiene la tarjeta.
Jimmy revisa la cinta de la cámara oculta de Paul y le dice a Paul que no hay nada en él. Ellos van al distribuidor Poh Boy (Guillermo Díaz), quien les dice que pueden tener la tarjeta en caso de que recuperen un auto robado. Cuando encuentran el coche, luego de ser perseguidos, descubren a una mujer llamada Gabriela (Ana de la Reguera) en el maletero. Paul ve entonces la cinta de su cámara oculta y descubre a su mujer con otro hombre en su dormitorio, y rápidamente la apaga. Gabriela revela que ella es la esposa de un narcotraficante asesinado, y que parte de su familia fue asesinada y secuestrada por la banda de Poh Boy. No quiere que Jimmy y Paul se vean afectados y traten de matarlos a ellos, por lo que huye, dejando una unidad USB oculta en un rosario, que contiene información sobre las cuentas bancarias en el extranjero de Poh Boy, revelando datos sobre la operación de drogas. 
Decididos a obtener la tarjeta, Jimmy y Paul pagan la fianza de Dave para que pueda recuperar la tarjeta de la guarida de Poh Boy, pero él se cae de un árbol y queda inconsciente. Jimmy va a recuperar la tarjeta, pero queda rodeado por la banda. Al mismo tiempo, Paul se entera de que su esposa no le está engañando después de todo: ella le ha jugado una mala pasada por esconder la cámara en su dormitorio. Para despistar a la banda, Paul los confunde hablando de un intercambio debajo de un puente, por lo que algunos matones de Poh Boy dejan la escena. Después de matar a la mayor parte de la banda, Paul y Jimmy encuentran a un Poh Boy sosteniendo a Gabriela con una escopeta en la cabeza. Ellos le disparan, pero la bala de Paul atraviesa la tarjeta de Jimmy, justo en la cabeza del jugador. Encantado con la investigación del dúo y por ayudar a dos colegas que fueron atrapados en el tiroteo, el jefe del distrito restaura a Jimmy y a Paul al servicio activo y les elogia. Al final, después de los créditos, se ve la bolsa con el cadáver de Dave en la morgue y con la forense a punto de realizar la autopsia cuando de repente se oye la voz de Dave, copiando lo que dice la forense por teléfono, luego le dice que abra la bolsa. Cuando esta abre la bolsa con el cadáver de Dave, este despierta asustándola, luego se marcha.

## Reparto
- Bruce Willis como el detective James "Jimmy" Monroe.

- Tracy Morgan como el detective Paul Hodges.

- Seann William Scott como Dave.

- Rashida Jones como Debbie.

- Adam Brody como Barry Mangold.

- Kevin Pollak como Hunsaker.

- Guillermo Díaz como Poh Boy.

- Cory como Juan Fernández.

- Jason Lee como Roy.

- Michelle Trachtenberg como Ava.

- Ana de la Reguera como Gabriela.

- Jim Norton como George.

- Fred Armisen como abogado ruso.

- Ernest O'Donnell como hombre enmascarado # 1.

## Producción
En marzo de 2009 se anunció que Kevin Smith firmó un contrato para dirigir una comedia-policíaca protagonizada por Bruce Willis y Tracy Morgan (ambos de los cuales Smith había trabajado en proyectos anteriores) titulado Un par de Vergas y escrita por los hermanos Cullen, el primer largometraje que dirige Smith sin haber escrito el guion. Antes del rodaje, Variety informó que el título había sido cambiado a un par de policías debido a la controversia en torno a la original. Después de reacción negativa al cambio, Warner Bros. Se retractó la historia y volvió al título original, aunque Smith niega que el cambio original fue solicitado por el estudio. En diciembre de 2009, el estudio cambió el título de una pareja de policías a Cop Out. Si bien la promoción de la película en The Late Show with David Letterman, bromeó Willis que, además de a un par de policías, la película tuvo en un momento pasado por el título, también han rechazado The Suckers-Cop.
A los hermanos Cullen locos diálogo –“ la película entera es como policías que son prácticamente casados, pero en realidad no, y, quiero decir, eso es lo mío. Es como Dante y Randal como policías. "
El 9 de diciembre de 2009, Kevin Smith anunció a través de su página de Twitter que la película de hecho iría por el nuevo título. También declaró que el primer tráiler de esta película iba a atribuir a cada copia de Sherlock Holmes cuando que llega a los cines el día de Navidad. En ese momento, Smith reconoció que la película:"no es mi película, es una película que fui contratado para dirigir." 
El estudio pidió a Smith para la historia de toda la película, Smith estuvo de acuerdo, y él y Dave Klein, el director de fotografía, examinaron los resultados con Warner Bros, con dos meses de antelación. La filmación comenzó el 2 de junio de 2009 en la ciudad de Nueva York y terminó el 14 de agosto de 2009, para un 26 de febrero de 2010 se estrenará en Estados Unidos.
En última instancia, Vaya par de policías le costó a los estudios Warner 37 millones de dólares para producirla.
La película salió directamente en DVD/Blu-Ray, sin estrenarse en el cine en España.

## Datos de ganancias
La película se estrenó detrás de Shutter Island,  ganando  $ 18,211,126 dólares en su primer fin de semana. En fecha 20 de mayo de 2010 Cop Out ha ganado $ 44,875,481 en la taquilla doméstica y  $ 5,288,053 dólares en el extranjero le da un total mundial de $ 50,163,534 dólares.